# Myristica alba
Myristica alba là một loài thực vật thuộc họ Myristicaceae. Đây là loài đặc hữu của Indonesia.